# Caligatus dinota
Caligatus dinota är en fjärilsart som beskrevs av Pierre E.L. Viette 1958. Caligatus dinota ingår i släktet Caligatus och familjen nattflyn. Inga underarter finns listade i Catalogue of Life.